# Kuchinoshima
Kuchinoshima (en japonés: 口之島) es una isla volcánica situada en las islas Tokara, un subgrupo parte de las islas Ryukyu, al sur del país asiático de Japón. Es una de las islas en el pueblo de Toshima. La isla tenía 140 habitantes según datos del año 2004. Posee una superficie estimada en 13,33 kilómetros cuadrados, una costa de 20,38 kilómetros y su punto más elevado es el monte Mae que alcanza los 628,5 metros.